# Nabka
Nabkas sind ortsfeste Sanddünen, die vom Wind um Hindernisse (Pflanzenbewuchs oder im Boden verankerte Objekte wie Baumstrünke oder Steine) angehäuft werden. Diese relativ kleinen Sandaufwehungen treten häufig in ariden Regionen auf. Sie gehören zu den in Strömungsschatten entstandenen Strukturen.

## Etymologie
Das Wort Nabka, auch Nebka (Nabkha oder Nebkha im Englischen), stammt aus dem Arabischen نبكة und bedeutet Hügel, kleiner Sandhügel. Es ist älter als 1400 Jahre und geht auf vorislamische Zeiten zurück. Im Englischen werden Nabkas außerdem meist als coppice dunes (Stocktriebsdünen) oder phytogenic mounds bezeichnet. Für kleinere Formen ist der arabische Begriff Rehoub gebräuchlich. Es existieren ferner die Begriffe Rebdou’, Nebbe und Takouit.
Der Begriff Nabka wurde wissenschaftlich erstmals 1909 von Gautier und Chudeau verwendet.

## Beschreibung

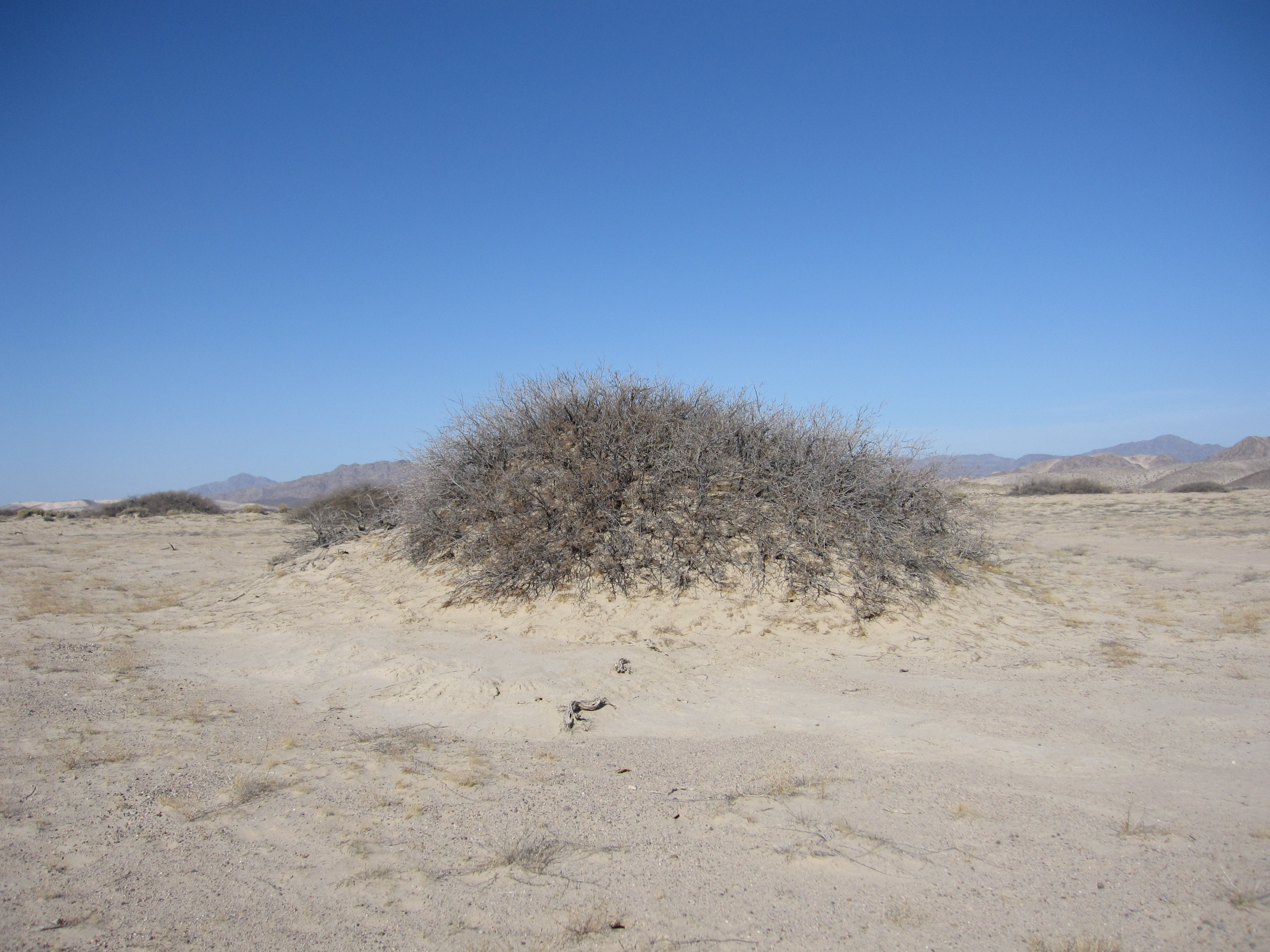
Kalifornische Nabkas, die sich um Prosopis glandulosa (Mesquitebaum) gebildet haben

Nabkas können sich um eine Vielzahl pflanzlicher Hindernisse wie z. B. Büsche, Sträucher, Grasbüschel etc. herum anhäufen. Entscheidend ist hierbei, dass die Pflanzen in ihrem Wachstum mit der Sandakkumulation Schritt halten und nicht verschüttet werden. Trotz ihrer Verankerung können Nabkas windabwärts dennoch relativ rasche Positionsänderungen bewerkstelligen.
Nabkas bilden sich vorwiegend in Sandebenen mit einer jährlichen Niederschlagsmenge von 50 bis 200 Millimeter und einer Pflanzenbedeckung, die 20 % nicht übersteigt.
Nabkas legen recht unterschiedliche Größenordnungen und Umrissformen an den Tag. Die Sandhügel können 1 bis 5 Meter an Höhe erreichen und 2 bis 10 Meter lang werden; ihr stromlinienförmiger Umriss ist meist eiförmig bis elliptisch ausgelängt, wobei die Längsachse parallel zur herrschenden Windrichtung zu liegen kommt. Die kleineren Rehoub sind nur zwischen 0,1 und 1 Meter hoch und 0,5 bis 5 Meter lang. In der Chihuahua-Wüste wurden bei einer Breitenausdehnung bis an die 40 Meter Höhen bis zu 4,30 Meter gemessen. Die extrem großen Mega-Nabkas werden bei einer Länge von bis zu 1000 Meter immerhin bis zu 10 Meter hoch.
Nabkas sind im Aufriss sehr asymmetrisch, mit einer steilen, dem Wind zugewandten Seite und einer flach auslaufenden Seite im Windschatten des Hindernisses.
Mehrere Nabkas können sich auch seitwärts berühren und bilden gar breit angelegte, hügelige Dünenfelder; oft reihen sie sich auch hintereinander oder sind unregelmäßig verstreut.
Die Sandzusammensetzung von Nabkas kann sehr unterschiedlich sein. So führen Nabkas in Kuwait Quarz-, Gips- und Feldspatsande, unter denen Bruchstücke vulkanischen Gesteins, Oolithreste, Muschelschalen sowie Kalzit und Dolomit (häufig) zu finden sind. Silte und Ton-Pellets sind generell gegenwärtig. An Spurenmineralen treten Granat, Topas, Zirkon und Turmalin auf.
Nabkas im Küstenbereich können vom Meer angegriffen bzw. vollkommen weggespült werden, so dass nur noch der pflanzliche Kern übrig bleibt.
Erfolgt die Sandakkumulation episodisch, so entsteht eine Wechsellagerung aus Staub und Sand mit pflanzlichem Material. Generell nimmt im Verlauf der Zeit im Inneren der Dünen der organische Gehalt zu, Nährstoffe reichern sich an und Mikroorganismen sowie pflanzliche und tierische Bewohner vermehren sich.

### Pflanzliche Hindernisse
Nabkas können von sehr unterschiedlichen Pflanzentaxa verankert werden:
- Chihuahua-Wüste:
  - Kreosotbusch Larrea tridentata
  - Atriplex.
  - Seifen-Palmlilie Yucca elata[6]
- China:
  - Caragana microphylla
  - Caragana stenophylla
  - Cleistogenes squarrosa
  - Leymus chinensis
  - Stipa grandis
  - Stipa glareosa[7]
  - Alhagi
  - Tamarisken
  - Schilfrohr.
- Kuwait (Jal-Az-Zor-Nationalpark):
  - Astragalus spinosus – Halophyt auf nicht-salzhaltigem Boden
  - Citrulus colocynthis – Halophyt auf nicht-salzhaltigem Boden
  - Cyperus conglomeratus – Halophyt auf nicht-salzhaltigem Boden
  - Halocnemum strobilaceum – Halophyt auf Salzboden
  - Haloxylon salicornicum
  - Lycium shawii – Halophyt auf nicht-salzhaltigem Boden
  - Nitraria retusa
  - Panicum turgidum
  - Rhanterium eppaposum – Halophyt auf nicht-salzhaltigem Boden
  - Salicornia europaea – Halophyt auf Salzboden
  - Tamarix aucheriana – Halophyt auf Salzboden
  - Zygophyllum qatarense.
- Namib:
  - Salsola
- Sinai:
  - Artemisia monosperma
  - Calligonum polygonoides
  - Moltkiopsis ciliata
  - Panicum turgidum
  - Retama raetam
  - Stipagrostis scoparia.[8]
- Zentralasien:
  - Calotropis
  - Heliotropium
  - Salvadora
  - Ziziphus.[9]

### Ökologie
Nabkas sind charakteristisch für Regionen, die unter dem Einfluss der Desertifikation stehen. In Nordamerika ist die Ausbreitung des Mesquitebaums (Prosopis spp.) ein sicheres Kennzeichen von Desertifikation. Diese Pflanze ist sehr effizient in der Akkumulation von Sand und in der Verankerung von Nabkas.
In Nordchina waren Nabkas bereits im Grünland gegenwärtig, noch ehe dieses dem Ackerbau zugeführt wurde. Der Übergang zum Ackerbau vermehrte jedoch ihre Präsenz, insbesondere in mittlerweile wieder  aufgegebenen Feldern sind Nabkas sehr häufig. In Nordchina sind sie ein Anzeichen für Bodenerosion.
Nabkas bilden ein eigenes, spezifisches Ökotop. Sie beherbergen eine abwechslungsreiche Fauna, darunter viele Invertebraten wie beispielsweise Nematoden und den Sandfloh Talochestria capensis. Nabkas sind an organischem Material reicher als ihre Umgebung, da sich Pflanzenmaterial durch den Wind in ihnen ansammelt und ihr Inneres außerdem vom Wurzelwerk der verankernden Pflanze durchzogen wird.
In ölverschmutzten Landstrichen Kuwaits stellen Nabkas wegen ihres nährstoffreichen Bodens für andere Pflanzen gewissermaßen ökologische Oasen dar. Nabkas, die sich um stickstoffbindende Hülsenfrüchte gebildet haben, weisen höhere Gehalte an Stickstoff und anderen Nährstoffen als ihre Umgebung auf. Da andere Pflanzen von diesem Überangebot profitieren, werden Nabkas  gleichsam zu Inseln erhöhter Artenvielfalt in einem ansonst verarmten Habitat.

## Entstehung
Hindernisse induzieren ein recht komplexes Strömungsverhalten. Die zweigeteilte Strömung ist gezwungen, am Hindernis vorbei zu beschleunigen. Im Lee entsteht jedoch durch Wirbelbildung ein Unterdruck, der es dem Medium nicht mehr ermöglicht, den mitgeführten Sand noch länger in Schwebe zu halten und der folglich dann deponiert. Die jeweilige Form des Hindernisses ist somit entscheidend für die Ausgestaltung der einzelnen Nabkas.
Daher ist auch einsichtig, dass verschiedene Pflanzentaxa sehr unterschiedliche Nabka-Formen erzeugen. So bilden sich beispielsweise hinter Gazanien wie Gazania rigens hohe, kegelförmige oder langgestreckte Dünen, wohingegen hinter Arctotheca wie Arctotheca populifolia nur kurze, halbkreisförmige Formen entstehen.
Generell lässt sich sagen, dass zur Bildung von Nabkas das Hindernis eine Mindesthöhe von 10 bis 15 Zentimeter erreichen muss.

## Vorkommen
Nabkas sind recht häufig und haben ein weit gestreutes Vorkommen. Gut bekannte Nabka-Felder finden sich beispielsweise in der Großen Arabischen Wüste in Kuwait, im Hotan-Becken von Xinjiang, Volksrepublik China, in New Mexico in den Vereinigten Staaten sowie im benachbarten Chihuahua in Mexiko.
Vorkommen im Einzelnen:
- Abu Dhabi:
- Ägypten:
  - Sinai – Bardawil-See[8]
- China:
  - Xinjiang
- Jordanien:
  - Wadi Araba
- Iran:
  - Lut[14]
- Israel:
  - Arava
- Kuwait:
  - Jal Az-Zor-Nationalpark (Nordteil der Kuwait Bay)
  - Nordküste
  - östliche Kuwait Bay
  - Südküste bei Al Khiran
- Mexiko:
  - Chihuahua
- Namibia:
  - Namib
- Niederlande:
- Oman:
  - Wahiba Sands – Mega-Nabkas
- Katar:[15]
- Saudi-Arabien:[16]
- Syrien:
  - Sebkhet el-Muh (bei Palmyra)[17]
- Tschad:
  - Bodélé-Depression[18]
- Vereinigte Staaten:
  - Arizona
  - Kalifornien – Coachella Valley
  - New Mexico – Jornada Basin
  - Oregon – Küstendünen mit Meganabkas
  - Texas